# 貧困ビジネス
貧困ビジネス（ひんこんビジネス、英: Poverty business）、通称・弱者ビジネスは、困窮している人の弱み、または支援側の善意に付け込んで利益を得る悪質なビジネス。前者は囲い屋などによる生活保護ビジネスなど社会的組織であると表向きに標榜しながら、本質は貧困層をターゲットにした貧困脱却に貢献することなく、実際には困窮した状態から抜け出せないように固定化しながら不当に利潤を得るビジネス。後者は、生活保護受給者が医療費無料を悪用し、薬の不正入手や転売で利益を得ている問題など被支援側の不正ビジネスを意味する。

## 概要

### 日本における貧困ビジネス
ネットカフェ、住み込み作業員、住み込み派遣社員（請負社員）、ゼロゼロ物件、無料低額宿泊所、消費者金融、およびヤミ金融などといった、経済的に困窮した社会的弱者を顧客として利益を上げる事業行為を指す。ホームレス支援や貧困問題にとり組むNPO法人『自立生活サポートセンター・もやい』の事務局長を務める湯浅誠により提唱された概念である。
「貧困ビジネス」の概念は、「問題がビジネスモデルそれ自体にあるということ」を指し示すためにつくられた。それらのビジネスモデルが問題なのは、違法行為であるからだけではなく、そのシステムが非人間的なありかたを貧困層である当事者たちに強いるからであるという。
貧困ビジネスを行う企業や団体の多くは「社会的企業」を装っているのが特徴的である。社会的企業は、社会問題（地球的課題）の解決をめざした社会変革を通じた社会貢献と企業の利益を両立させることを目的としている。しかし、貧困ビジネスは、「社会問題の解決」などではなく「社会問題の固定化」により利益を上げる、社会的企業の対極にある存在である。

### 「貧困ビジネス」という概念の必要性
湯浅によると、次の理由からこのようなビジネスを個別に論じるのではなく「貧困ビジネス」として括ることが必要であるとされる。
- 貧困ビジネスは、貧困層の拡大という日本社会全体の現状に対応し伸長するビジネスモデルである。
- 貧困ビジネスは、日本社会における「貧困の再発見」[8]の反照として、再発見される。
  - 実態がそうであったとしても、名指しされない限り、それらのビジネスモデルは「貧困ビジネス」としては形象化されない。つまり、貧困が存在し拡大してきたにもかかわらず、「貧困」と名指しされない限り、社会一般に認識されなかったことと正確に対応している。
  - そのことは、貧困が各種アイデンティティにまたがる問題として見出されたように、貧困ビジネスが金融・労働・住居といった分野を越えた問題であるとの認識を可能とする。
- 貧困ビジネスは常に、「殺し文句」としての次のような論理展開を活用する点において、実際に共通している。
  - (A)当該ビジネスの存在を否定すればさらに酷い事態が生じる。
  - (B)選び取っている以上は本人の自己責任である。
  - (A)ではそれ以外の選択肢がない存在を想定しつつ、(B)では「選択の自由」の存在を仮構する点で両者は矛盾するが、状況に応じて便宜的に使い分けられる。
- 貧困ビジネスという問題設定は、単なる当該ビジネスモデルの枠を超えて、行政責任の欠如、本来的な保障ラインの崩壊を焦点化させる。
  - 本来的な保障ラインが崩壊していることが、貧困ビジネスを正当化し、あたかもビジネスを通じた社会貢献であるかのような装いを可能にさせる。貧困ビジネスは、ゼロより「一」がマシという理屈に立脚しているが、本来保障されるべきは「二」であり「三」であり「五」であって、またそれが保障されていれば、誰も貧困ビジネスなど利用しない。
  - 貧困ビジネスは、公共部門からの行政の撤退あるいは元々の不在をその糧として成長しているが、それが貧困ビジネスも社会的に容認されるべきという理由にはならない。なぜなら、本来保障されるべき人間の生存権(居住の権利や労働者の権利など)は、「貧困ビジネス」の理屈で正当化されるレベルにはなく、より高いレベルにあるものだからだ。そういう意味でも、貧困ビジネスは、規制緩和を進める政府と明確な共犯関係にある。

### 貧困ビジネスの構成要素
貧困ビジネスの構成要素として、次のようなものをあげることができる。 
- セーフティーネットで保障された最低生活ライン基準値以下の生活レベル層を中心対象としている。
  - セーフティーネットで保障された最低生活ラインとは、日本国憲法第25条において規定される「最低限度の生活」を営む権利をいう。また、貧困ビジネスがビジネス企業体として成立し利益拡大していくためには、最低生活基準値の切り下げが必然的に伴う(ダンピング)。
- 「貧困ビジネス」企業活動にあたっては、違法・不法行為を含め、利益を獲る企業側のみに都合のよいビジネス・モデルが次々と創られる。
- 不利益を被る側の無知その他の「知らない」ことにつけこむ。
  - 多くの場合、経済的貧困に基づく教育の欠如、セーフティーネットの運用をふくめた制度的欠陥や社会的排除・疎外などによる必要情報からの隔離が、「知らない」原因である。

## 主な貧困ビジネス

### 不当な賃金ピンハネ系

#### 業務請負・偽装請負
アウトソーシングの一種で、民法上の請負契約に基づき、製造、物流、営業、販売、事務等の業務を一括して請け負う形態を行う企業として、業務請負（請負会社）がある。請負会社に雇われて、請負先（取引先）の企業内で勤務する社員（請負正社員、請負契約社員、請負アルバイト・パート）の実質的な手取り賃金は、請負先の企業内で勤務していない正社員、契約社員、アルバイト・パートや派遣社員で働く者よりも低いことが多く、請負社員として働く者は、働く貧困層に陥りやすい。このため、業務請負（請負会社）は、貧困層を作り出す温床と捉えられる。

#### 労働者派遣事業
「貧困ビジネス」の一例として、労働者派遣を行なう人材派遣会社があげられるとし、 登録型日雇い派遣は、派遣労働の必然的な帰結であると主張している。
日本では1990年代以降の労働者派遣法など労働関連法規の規制緩和に伴い、数多くの人材派遣会社が生まれたが、2000年代に入るとワンコールワーカー(日雇い派遣)と呼ばれる細切れの契約期間かつ社会保障など全く考慮されない雇用契約も増加するようになる。これはとくに、いわゆる「ネットカフェ難民」などを生み出す原因のひとつともなっているが、湯浅は、日雇い派遣労働者は人間的な諸権利にこだわっていては仕事を得られず今日明日の生存もおぼつかない状況にあるとしている。
人材派遣会社に雇用される労働者は、派遣先企業にとり福利厚生や教育研修その他の人事手続が必要な人件費（すなわち固定費）としてではなく、資材調達費のような変動費として扱うことができ、金銭コスト時間コストともに低減のため導入される。それゆえ、非正規雇用労働者の身分であっても同一労働同一賃金の原則が一般的な欧米先進諸国とは異なり、日本においては収入その他の待遇が「正社員」に比較してかなり低く、その生活は非常に不安定である。 
派遣元である人材派遣会社は、労働者の賃金から「マージン」「手数料」などと称する中間搾取で収入を得るビジネス・モデル(いわゆる「ピンハネ」)で収益を得ている。その収益が派遣労働者の数に比例していることから、企業理念として労働者と派遣先企業の橋渡しを行ない「雇用創造により社会貢献する」ことを掲げる人材派遣会社は多い。しかし、実質的に正社員にはある教育研修や福利厚生関連の経費削減が派遣労働者の導入目的や効果の本質となっている以上、単なる収入のみではなく職務技能スキルの蓄積や社会保障の適用に至るまでの福利厚生において、労働者側に非常に不利な労働契約である事例が多いとされている。
そのような実態として、違法行為であるはずの派遣先企業側による労働者の事前面接選別の常態化あるいは偽装請負や多重派遣の一般化などがあり、これらを通じた派遣労働者の雇用契約条件環境の切り下げや経済環境の悪化に伴う雇い止め(派遣切り)も行なわれている。
労働者を「人」としてではなく、「短期の雇用で切り捨てが可能な、商品」として取り扱うことを肯定したシステムが労働者派遣であり、労働者の存在は倉庫に置かれた在庫物資と基本的に変わらないが、その「在庫管理経費」さえも削減することで登録型日雇い派遣労働にいきつくこととなると湯浅は主張する。
人材派遣会社の一つであるフルキャストグループで社長・会長を務めた平野岳史は、2006年7月「社会現象の中でフリーターが増え、結果自分たちがフリーターに働く場を提供していると思えるようになった」と、人材派遣ビジネスの社会的意義を強調する趣旨の発言をしている。一方で、労働者派遣法における規制緩和が、人材派遣会社による当時の与党自由民主党への政治献金
や、政府の規制改革会議委員であった人材派遣会社経営者奥谷禮子らに代表されるような、企業側の政治的はたらきかけにより実現に至った経緯をみていけば、実態として生活のため不本意ながら非正規労働契約を結ばざるを得ないような社会的弱者に巧みにターゲットを合わせ収益を上げている人材派遣業は、「貧困ビジネス」としての構成要件を充分に満たすものとしても認識されうる。
なお、登録型日雇い派遣労働とセットになった宿泊施設は、ドヤ街・飯場システムの現代版としてみることもできるが、「貧困ビジネス」の一種とみなされる。

### 生活保護受給者を利用した不動産転売ビジネス
生活保護受給者らで満室にし、家賃を自治体の支給上限にし、投資家にお得な「投資物件」と偽装して転売し、騙すビジネス。「困窮者支援」を表向きにするNPO法人が不動産屋会社と連携することで行われている。生活保護受給者らも免許証など身分証明書を取られ、命令のまま偽装満室のための移住を定期的に強制させられるなど自立を阻まれる。

### インターネットカフェの是非
本来インターネットカフェは、他の貧困ビジネスのように社会的弱者を標的にして営業しているとは言い難い。しかし、一部には「ネットカフェ難民」を“収益源”にしている店も存在している。
たとえば、埼玉県蕨市にある『CYBER@CAFE（サイバーアットカフェ）』は、「住民票登録ができるネットカフェ」をうたい文句にしている。同店の特徴的なサービスとして、他店の「ナイトパック」よりさらに“長期滞在”が可能な「ロングステイ・長期滞在コース（24時間、外出自由）」がある。加えて、30日以上の連続利用者に限り、1か月3,000円で「店の住所」での住民票の登録と郵便物の受け取りを代行するサービスも実施している。こうした物珍しさもあって、2008年以降、多くのマスメディアが取材に詰め掛けている。同店を運営する不動産会社・明幸グループ代表取締役CEOの佐藤明広は、取材に対し「ネットカフェ難民というのを耳にして、そういった方々のために何かできないのかな、と」「ネットカフェを漂流の場ではなく、人生の足場に」との思いで、この店を作ったと述べているが、同時に「新しいライフスタイルの提案」「絶好のビジネスチャンス」などとも述べており、あくまでも経営者としてビジネスライクに捉えている様子も窺がえる。
しかし、NHK総合テレビの『クローズアップ現代』は、同店の経営手法を「貧困ビジネス」と指摘している。まず、1時間400円の通常料金が、長期滞在すれば80円にまで割引している。そのため、長期滞在の方が割安という印象を与えている。また、住所不定のため、定職に就くのが不可能なホームレス状態にある人々を「住民票登録ができる」をうたい文句に誘い集めているが、長期滞在の利用料を負担に感じる者も少なくない。その内訳は、滞在費が1,920円×30日＝57,600円、シャワーが1回当り300円、洗濯サービスが1回当り500円、住民票登録と郵便物引き取りが月額3,000円の他、飲食代も含めると1か月におよそ70,000円を同店に支払うことになる。次に、同店では布団や枕などの寝具は置かず、「膝かけの貸し出し」に止め、価格も「宿泊料金」とはせず時間単位で表示している。その理由は、「宿泊施設」と見なされてしまうと旅館業法が適用され、「部屋を広くする」「防災管理を厳しくする」などの制約が生じるためだ。これらの指摘に対し同店店長でもある佐藤は、「（当店は）旅館ではない。基本的にはアパートという考え方」「法律のギリギリの所で、という考え方をされるかもしれないが」などと、脱法行為を否定している。しかしながら、同店に“居住”する利用者は、就職先が見つかるまでは住所を維持し続けねばならず、ある利用者の男性は同番組の取材に対し、「（ここに）留まるしかない」「出たくても出られない」といった苦しい胸の内を明かしている。このように必ずしも完全に否定出来ない。

### 医療関係

#### 生活保護受給者による向精神薬の過剰入手・転売
大阪市内の医療機関に於いて、精神疾患があるとして受診した生活保護受給者のうち、4人に1人に当たる約80人について、基準量を超える量の向精神薬を受け取っていたことが明らかになり、生活保護受給者を利用して向精神薬の転売を図る新手の貧困ビジネスと指摘されている。

#### 生活保護受給者への不要頻診・医療扶助悪用
生活保護受給者を賃貸アパートに住まわせた上、不動産会社と共に実質経営する診療所の巡回診療を受ける必要がないにもかかわらず、生活保護におけるる医療扶助の悪用のために何度も頻繁に受診させる存在が指摘されている。

#### NPO法人等による無料低額宿泊所の支援費徴収、囲い込み、搾取
無料低額宿泊所による貧困ビジネスはNPO法人に限られたものではない。2016年10月21日から厚生労働省社会・援護局保護課主催で開催された「第1回　生活保護受給者の宿泊施設及び生活支援の在り方に関する意見交換会」では、同「厚生労働省ホームページ」において既に公開されている通りその「議事次第」における「現状認識と課題」において、厚生労働省社会・援護局保護課が平成27年6月末時点で実施した「無料低額宿泊事業を行う施設に関する調査について（平成27年調査） 」と題した調査資料が公開掲載されている。なお当該資料「無料低額宿泊事業を行う施設に関する調査について(平成27年調査)」の2ページ目【基本事項】「一番上」にまず「無料低額宿泊所」の「運営主体割合」を公開しており「NPO法人」は76.9%となっている。よって社会福祉法第2条第3項第8号に基づく無料低額宿泊所に関し、利用者から受領するサービス利用料金などに見合う「良質」もしくは「劣悪ないわゆる貧困ビジネス」のような無料低額宿泊所を十把一絡げに「悪質と断定することはできない」為、厚生労働省として「法的拘束力のないガイドライン」だけでは不足して点ことも今後の検討課題として残った。詳しくは厚生労働省社会・援護局ホームページを出典として参照されたい。
なお、「無料低額宿泊事業を行う施設に関する調査について(平成27年調査)」では「9ページ」に「【参考】 ○自治体別施設数、入所者数」と題し、全国の無料低額宿泊所の施設数が公開掲載されている。最も「施設数」「入所者数」の多い自治体は「東京都」であり群を抜いている。施設数は「161か所」、入所者数は「4,069人」との調査結果が公開されている。
その後、2018年11月5日から開催された厚生労働省社会・援護局局長主催「第1回　社会福祉住居施設及び生活保護受給者の日常生活支援の在り方に関する検討会」（委員：学識者・無料低額宿泊所事業者・救護施設会長、同省保護課：庶務担当）が開催され、2018年12月17日「第2回　社会福祉住居施設及び生活保護受給者の日常生活支援の在り方に関する検討会」が開催され無料低額宿泊所の運営等に関する「最低基準」を検討するにあたり「社会福祉住居施設の居住面積等について等」が盛り込まれ、あわせて貧困ビジネス対策として「簡易個室」などについて同検討会で議論となった。また「第5回　社会福祉住居施設及び生活保護受給者の日常生活支援の在り方に関する検討会」では「厚生労働省社会・援護局側の案」として2020年5月14日現在でも公開掲載されている通り、その検討会資料として「多人数居室」「相部屋」「簡易個室」に対する今後の対応「案」が厚生労働省社会・援護局保護課から「 （資料1）無料低額宿泊事業の最低基準の考え方」の「4ページ」に示された。「社会福祉住居施設及び生活保護受給者の日常生活支援の在り方に関する検討会」の結果、厚生労働省は「多人数居室」「相部屋」「簡易個室」などについても、その後の各都道府県・政令指定都市・中核市が平成30年度末までに可決すべき「各自治体条例によって3年以内に解消する」ことを盛り込んだ、「令和元年厚生労働省令第三十四号　無料低額宿泊所の設備及び運営に関する基準」を発布した。
「無料低額宿泊所」運営者の一つである当時は任意団体であった「FIS」は、2002年の設立から2007年までに東京都、埼玉、千葉、神奈川、愛知県内で22の施設を運営していた。入所者が毎月受給する約12万円の生活保護費から「約9万円の利用料」を受領していた。2006年に約10億円、2007年には約20億円を売り上げたものの経営陣が数億円の所得隠しを行ったとして、名古屋国税局から所得税法違反容疑で告発され、2010年に有罪判決を受けている。なお、同団体はその後NPO法人となり、名称も2016年07月19日「ライズケア」となり、現在も無料低額宿泊所の運営を関東近郊で大規模に展開している。なお同団体代表者は「同一」である。さらに2017年には、千葉県船橋市にある「FIS船橋寮」（定員138人）を船橋市が立ち入り調査したところ「6畳間を板で約3畳に仕切ったプライバシーのない居室」であったことが報道された。また2012年には、行政処分を予告された際衆院議員秘書を同席させ同市担当者を「なめるな」などと恫喝し行政処分を回避しようとしていた。
中でも無料低額宿泊所業界において最大手の1つでもある、「NPO法人エス・エス・エス（SSS）」は、無料低額宿泊所を「首都圏に122施設」「定員数4,839人（平成30年10月末時点）」を運営している。NPO法施行直後から、NPO法人格を取得し19年間（令和2年現在）で関東近郊を中心に大規模展開を行ってきた。平成30年10月末時点の「年間」事業収入は「約51.7億円」であり「収支」は4300万円の黒字を確保しているとして、平成31年3月1日、東洋経済オンラインによって「生活困窮者を囲い込む「大規模無低」のカラクリ」と題した報道がなされた。同記事では、1施設に数十人から百人を超える大規模な無料低額宿泊所における収入構造や「簡易個室」などの実態も明らかとなった。詳細はhttps://toyokeizai.net/articles/-/268225　参照。また「簡易個室」を運営するこの団体について「行政から96％も斡旋を受けていた（衆議院インターネットビデオライブラリ　7時間53分30秒時点から）」として、平成31年2月27日衆議院予算委員会第五分科会において、初鹿明博衆議院議員によって国会で質問がなされた（衆議院インターネットビデオライブラリ　7時間47分16秒、7時間48分54秒、7時間54分4秒　各時点から）。また平成31年2月27日衆議院予算員会第五分科会では（衆議院インターネットビデオライブラリ　7時間49分9秒時点から）初鹿明博衆議院議員より「日本で一番、この無料低額宿泊所の施設数・入所者数を沢山持っている団体の公表しているデータを出しておりますが、公表資料を出しておりますが」と簡易個室の問題を指摘していた。
平成24年度に埼玉県さいたま市で、設立者であり当時代表理事であったNPO法人ほっとポット藤田孝典（社会福祉士）が、社会福祉士及び介護福祉士法第2条「社会福祉士の名称を用いて、専門的知識及び技術をもつて、身体上若しくは精神上の障害があること又は環境上の理由により日常生活を営むのに支障がある者の福祉に関する相談に応じ、助言、指導、福祉サービスを提供する者又は医師その他の保健医療サービスを提供する者その他の関係者（第四十七条において「福祉サービス関係者等」という。）との連絡及び調整その他の援助を行うこと（第七条及び第四十七条の二において「相談援助」という。）を業」とし、1人あたりの支援料として42,000円のサービス料を受領契約する事業を行っていた。この事業について、さいたま市議会議員である吉田一郎さいたま市議会議員は、「弁護士法および行政書士法違反の疑いがある」と指摘した。また吉田一郎さいたま市議会議員は、同団体への「埼玉県」からの「補助金」を「不当」とし「埼玉県監査委員会」へ「補助金返還を求める住民監査請求」を起こした。NPO法人等が運営する無料低額宿泊所では「1施設あたりの入所定員数」・「料金にみあった提供サービス内容・質」・「他NPO法人による無料低額宿泊所月額利用料」を踏まえその悪質性などが論じられるものの、吉田一郎さいたま市議会議員以外からも貧困ビジネスについて質問された経緯があった。当時、片山さつきによって、吉田一郎さいたま市議会議員による質問等を踏まえ、同団体が貧困ビジネスの「疑いが強い」と参議院総務委員会で質問した。また同団体への「埼玉県からの補助金」に関し平成24年6月5日、吉田一郎さいたま市議会議員を含む請求人「2人」による住民監査請求がなされたが請求人「2人」からの住民監査請求に対する「埼玉県監査委員の監査結果」は、食材費を消耗品とし交付要綱の「算定の基準」欄外の規定対象としているが、その判断に明確な裁量権逸脱があるとは認められず、人件費についても実績報告書にある者はボランティアではなく職員であり提出された事実証明書による食事会の目的やタイムスケジュール等からこの事業内容は会食を含む訓練、交流、相談であることからこれを「物資提供を主目的とする事業」と明確に断定することはできないことから請求人の主張には理由がないとして、平成24年7月31日付で「棄却」が告示された。
福岡市においては、アルコール依存症患者などを支援する施設において、通所者に支払われるべき生活保護費のうちの大半について、施設を運営するNPO法人が徴収し、通所者に保護費がわずかしか渡っていない実態が明らかになっている。

### 生活保護受給者への保険代行関係
生活保護受給者の男性が自宅で死亡したかのように装って（実際は当該男性は路上で死亡していた）、保険会社に虚偽の申請を行い、保険金を騙し取ったとして、大阪市内の保険代行業の夫妻が、2023年1月25日に詐欺容疑で大阪府警察に逮捕されている。これにより、貧困者の生活保護費を死後も食い物にする新手の生活保護ビジネスの存在が明らかになった形となった。

## 脚註